# Ricardo Mourinho Félix
Ricardo Emanuel Martins Mourinho Félix (Setúbal, 22 de Julho de 1974) é um economista e político português.

## Biografia
Militante do Partido Socialista desde os 18 anos, possui o grau académico de Mestre em Economia pelo Instituto Superior de Economia e Gestão (ISEG) da Universidade Técnica de Lisboa.
É técnico do Banco de Portugal. Foi, anteriormente, adjunto do Secretário de Estado do Orçamento, entre 2000 e 2001, e Secretário de Estado Adjunto do Tesouro e das Finanças, entre 2015 e 2017. Entre 2017 e 2020, foi Secretário de Estado Adjunto e das Finanças do XXI Governo Constitucional, sendo ministro das Finanças Mário Centeno. Entre 2020 e 2023, foi vice-presidente do Banco Europeu de Investimento. Desde fevereiro de 2024, é técnico consultor do gabinete do governador do Banco de Portugal, Mário Centeno, para as áreas de macroeconomia e evolução da economia portuguesa e internacional.
É primo irmão de José Mourinho e sobrinho paterno de Félix Mourinho, mas este afirma que Somos primos, mas isso não significa que compartilhemos ideais políticos.
A 22 de fevereiro de 2024, foi agraciado com o grau de Grande-Oficial da Ordem do Infante D. Henrique.